# زمردماهی اسکله
زمردماهی اسکله (نام علمی: Tautogolabrus adspersus) نام یک گونه از خانواده زمردماهیان است.